# Уварова, Елизавета Дмитриевна
Елизаве́та Дми́триевна Ува́рова (в замужестве Уварова-Трояновская; 21 июля 1923, Москва — 13 июня 2015, Москва) — театровед, критик, историк театра и эстрады, доктор искусствоведения (1985), профессор (1993); почётный член Президиума ЦДРИ, член Президиума Международного союза деятелей эстрады.

## Биография
Родилась 21 июля 1923 года в Москве. В возрасте 18 лет в 1941 году поступила в медицинское училище, по окончании которого с 1943 года работала медсестрой в московских больницах, одновременно училась на театроведческом факультете Государственного института театрального искусства, который окончила в 1946 году, а затем, там же — и аспирантуру (1951).
В 1953 году вышла замуж за известного кинооператора Марка Трояновского. В 1956 году в браке родились сыновья-близнецы. После смерти мужа в 1970-х и 2000-х годах подготовила и издала две его книги.
С середины 60-х гг. возглавила группу, работающую над очерками истории «Русской советской эстрады»: автор ряда глав и отв. редактор. Подготовленные три тома, охватывающие 60-летний период (1917-1978), изданы «Искусством» в 1976, 1977, 1981
В профессиональной деятельности Е.Д.Уварова специализовалась на истории эстрады советского периода. В течении полутора десятков лет (начиная с середины 1960-х) возглавила группу историков, работающую над очерками истории «Русской советской эстрады» (в трёх томах). Одновременно являясь автором ряда глав и главным редактором, подготовила к изданию это издание, охватывающее весь 60-летний период от возникновения советской эстрады до позднего советского времени (1917–1978). Трёхтомник «Русская советская эстрада»  был опубликован издательством «Искусство» в 1976, 1977 и 1981 годах.
В 1983 году была издана главная монография Уваровой «Эстрадный театр: миниатюры, обозрения, мюзик-холлы», на основе которой состоялась защита докторской диссертации. В том же году издательством «Искусство» выпущена теоретическая монография «Эстрадный театр: Миниатюры, обозрения, мюзик-холлы (1917 – 1945)». В 1986 году опубликована большая монография «Аркадий Райкин». В последние советские годы Е.Уварова — почётный член президиума ЦДРИ.
Елизавета Уварова скончалась 13 июня 2015 года на 95 году жизни.